# به نام پدر (فیلم ۱۹۹۳)
به نام پدر (به انگلیسی: In the Name of the Father) یک فیلم زندگی‌نامه‌ای و درام جنایی محصول سال ۱۹۹۳ است که به‌طور مشترک توسط جیم شریدان نویسندگی و کارگردانی شده‌است.این فیلم بر پایهٔ داستان واقعی چهار نفر گیلدفورد ساخته شده‌است؛ چهار نفری که به اشتباه به‌خاطر بمب‌گذاری در پاب گیلدفورد در سال ۱۹۷۴، که به کشته شدن چهار سرباز بریتانیایی خارج از خدمت و یک غیرنظامی انجامید، محکوم شدند.
فیلمنامه توسط تری جورج و جیم شریدان، بر اساس زندگی‌نامهٔ سال ۱۹۹۰ با عنوان بی‌گناهی اثبات‌شده: داستان جری کانلون از چهار نفر گیلدفورد نوشتهٔ جری کانلون اقتباس شده‌است.
این فیلم در گیشه ۶۵ میلیون دلار فروش داشت و با تحسین گستردهٔ منتقدان روبه‌رو شد. در شصت‌وششمین دوره جوایز اسکار، در هفت بخش نامزد دریافت جایزه شد، از جمله بهترین بازیگر نقش اول مرد (برای دنیل دی-لوئیس)، بهترین بازیگر نقش مکمل مرد (برای پیت پاستلتویت)، بهترین بازیگر نقش مکمل زن (برای اما تامسون)، بهترین کارگردانی و بهترین فیلم.

## موضوع
به نام پدر نمایشی سینمایی از داستان واقعی افرادی است که بی گناه به انجام بمب‌گذاری و قتل سربازان انگلیسی در ایرلند محکوم شدند.
فیلم در مورد جوانی (دانیل دی لوئیس) است که مجبور می‌شود تا اعتراف کند که در بمب‌گذاری سال ۱۹۷۵ ارتش جمهوری‌خواه ایرلند علیه نیروهای انگلیسی دست داشته و این اعتراف باعث زندانی شدن پدرش هم می‌شود. همزمان یک وکیل (اما تامسون) هم که در حال تحقیق در مورد این موضوع است…

## داستان
در بلفاست، جری کانلون به اشتباه از سوی نیروهای امنیتی بریتانیا به‌عنوان یک تک‌تیرانداز آی‌آر‌اِی شناخته می‌شود و تحت تعقیب قرار می‌گیرد، که این ماجرا به شورشی خیابانی منجر می‌شود. پدرش، جوزپه، برای جلوگیری از اقدام تلافی‌جویانه آی‌آر‌اِی، او را به لندن می‌فرستد.
شبی، جری به خانهٔ یک روسپی دستبرد می‌زند و ۷۰۰ پوند می‌دزدد. در حالی که همراه دوستش، پل هیل، و مرد بی‌خانمان ایرلندی، چارلی برک، در پارکی در حال مصرف مواد مخدر است، انفجاری در گیلدفورد رخ می‌دهد که چهار سرباز خارج از خدمت و یک غیرنظامی را می‌کشد و افراد زیادی را زخمی می‌کند. جری پس از بازگشت به بلفاست، توسط ارتش بریتانیا و پلیس سلطنتی اولستر دستگیر و به اتهام تروریسم بازداشت می‌شود.
او به انگلستان منتقل می‌شود و همراه با پل و دو نفر دیگر به‌عنوان چهار نفر گیلدفورد شناخته می‌شوند و در جریان بازجویی مورد شکنجه پلیس قرار می‌گیرند.
جری بر بی‌گناهی خود پافشاری می‌کند، اما پس از آن‌که پلیس تهدید می‌کند پدرش را می‌کشد، ناچار به امضای اعترافی ساختگی می‌شود. پدرش جوزپه نیز همراه دیگر اعضای خانواده کانلون، که بعداً به هفت نفر مگوایر معروف شدند، بازداشت می‌شود. در دادگاه، با وجود آن‌که وکیل مدافع جری به موارد متعددی از تناقض در تحقیق‌های پلیس اشاره می‌کند، جری و سه نفر دیگر از گروه گیلدفورد به حبس ابد محکوم می‌شوند.
در دوران زندان، جری و جوزپه با زندانی تازه‌واردی به نام جو مک‌اندرو آشنا می‌شوند که به آن‌ها می‌گوید خودش عامل واقعی بمب‌گذاری بوده و این موضوع را به پلیس نیز گفته است. اما پلیس برای حفظ آبرو، این اطلاعات را پنهان کرده است.
جری در ابتدا با جو احساس نزدیکی می‌کند، اما پس از آن‌که جو در جریان شورشی در زندان، یکی از نگهبانان منفور را به آتش می‌کشد، نظرش تغییر می‌کند. پس از آن، جوزپه در زندان می‌میرد و جری مسئولیت پیگیری پرونده پدرش را بر عهده می‌گیرد.
گرت پیرس، وکیل جوزپه که از ابتدا روی پرونده تحقیق کرده بود، مدرک مهمی را می‌یابد که به هم‌زمانی حضور جری در محل دیگر اشاره دارد و روی آن نوشته شده: «نباید به وکیل مدافع نشان داده شود». همچنین، با شهادت چارلی برک در تجدید نظر دادگاه، بی‌گناهی کامل جری و سایر متهمان اثبات می‌شود.
فیلم با ارائهٔ گزارشی از وضعیت کنونی افراد تبرئه‌شده پایان می‌یابد و همچنین یادآور می‌شود که هیچ‌یک از مأموران پلیسی که این پرونده را بررسی کرده بودند، هرگز تحت پیگرد قرار نگرفتند و عاملان واقعی بمب‌گذاری گیلدفورد نیز هنوز به جرم خود پاسخگو نشده‌اند.

## جوایز
جوایز و نامزدی‌های فیلم به نام پدر
برنده خرس طلای بهترین فیلم
برنده جایزه دیوید دی ناتلو بهترین فیلم خارجی
نامزدی دیوید دی ناتلو بهترین بازیگر نقش اول مرد فیلم خارجی
نامزد اسکار بهترین فیلم
نامزد اسکار بهترین کارگردانی
نامزد اسکار بهترین بازیگر نقش اول مرد
نامزدی اسکار بهترین فیلمنامه اقتباسی
نامزد اسکار بهترین بازیگر نقش اول زن
نامزد اسکار بهترین بازیگر نقش مکمل مرد
نامزد اسکار بهترین تدوین
نامزد گلدن گلوب بهترین فیلم درام
نامزد گلدن گلوب بهترین بازیگر نقش اول مرد فیلم درام
نامزد گلدن گلوب بازیگر نقش مکمل زن
نامزد گلدن گلوب بهترین فیلمنامه
نامزد بفتای فیلم
نامزدی بفتای بهترین بازیگر نقش اول مرد
نامزد بفتای بهترین بازیگر نقش اول زن
نامزد بفتای بهترین فیلمنامه اقتباسی